# Права ЛГБТ в Тунисе
Лесбиянки, геи, бисексуалы и трансгендерные люди (ЛГБТ) в Тунисе сталкиваются с правовыми проблемами, с которыми не сталкиваются жители страны, не относящиеся к ЛГБТ. Однополые сексуальные отношения как мужчин, так и женщин остаются вне закона.
Согласно докладу Государственного департамента США о правах человека в Тунисе за 2018 год, «власти иногда используют [закон против содомии] для задержания и допроса людей об их сексуальной деятельности и ориентации, как сообщается, иногда только на основании внешнего вида».
ЛГБТ-тунисцы сталкиваются как с правовой, так и с социальной дискриминацией. Сообщения о неприятии в семье, насилии в общественных местах и самоубийствах довольно распространены. 

## История

### Контекст
С конца XVIII века до начала XX века мужчины-гомосексуалы, несмотря на стигму, выполняли в Тунисе, как и во всем арабо-мусульманском мире, социальные роли: они выступали посредниками между мужским и женским миром на свадебных торжествах, приглашались в дома мужчин в присутствии их жен и допускались в частные помещения женщин наравне со слепыми. Более того, гомосексуальные отношения были распространены при дворах беев и в аристократических семьях Туниса, как, например, в период Хафсидов, когда, согласно документам, большое количество «женоподобных» мужчин предлагали свою компанию придворным, представляясь певцами и танцорами , или как правитель-хуссейнит Мухаммад III ас-Садик, который открыто рассказывал о своих интимных отношениях со своим визирем Мустафой Бен Исмаилом.
Для среднего и бедного классов встречи проходили во всех возможных частных и общественных местах, таких как хаммамы, парикмахерские, завии, но чаще всего в местах, открытых для туристов, в таких как фондуки (прообраз современных хостелов), хаммамы и общежития. Более того, путешественник Жак Филипп Ложье де Тасси описал в своем дневнике в 1725 году, что «содомия очень распространена среди турок Алжира, деи, беи и начальники являются примером для подражания».
Следует отметить, что содомия запрещена в тунисском обществе как между гомосексуальными, так и между гетеросексуальными парами. Действительно, на протяжении веков это была одна из немногих ситуаций, когда тунисская мусульманка имела право просить о разводе. Согласно народной культуре, когда женщина хотела расстаться с мужем, который занимался с ней содомией, она должна была пойти к кади и сесть на корточки в его присутствии, надев при этом обувь задом наперед, что означало, что муж встречается с ней как бы задом наперед.

### Криминализация гомосексуальности
Ситуация изменилась для гомосексуалов, особенно мужчин, незадолго до и после установления французского протектората.

#### До 1913 года
Гомосексуальные отношения, будь то между мужчинами или женщинами, всегда считались табу, скрытым явлением, которое тунисцы избегали обсуждать. Более того, политические и социальные институты активно ищут и осуждают не сколько гомосексуальность, а отсутствие согласия между двумя людьми. Историк Абдельхамид Ларгеш подтверждает эту гипотезу в своей книге Les Ombres de la ville (рус. «Городские тени»), в которой он перечисляет все аресты за содомию, произошедшие в Тунисе в период с 1861 по 1865 год, которых насчитывается 62. По словам историка, почти все эти случаи были изнасилованиями.
Что касается регулирования, то для тунисских мусульман оно регулировалось шариатом, представленным кадиями в различных городах, которые в своих решениях обращались к судьям, принадлежащим к маликитскому обряду (в частности, для уроженцев Туниса) или ханафитскому (в большинстве случаев для тунисцев турецкого происхождения). В обоих случаях гомосексуальность теоретически наказывается как форма неповиновения заповедям Аллаха (фасик), но не как акт вероотступничества (куфр).
В маликитском обряде подобное нарушение наказывается побиванием камнями. Одно из самых важных документальных подтверждений этого правила в тунисском мусульманском обществе относится к XIV веку в «Предисловии Сиди Халила», книге, написанной египетским юристом Халилом ибн Исхаком и адресованной мусульманам маликитского обряда в целом, но особенно мусульманам Африки. В 43-й главе, озаглавленной «Прелюбодеяние, кровосмешение, блуд и содомия», автор описывает сексуальные действия, которые являются незаконными и должны быть наказаны. Содомия описывается как «намеренное действие половозрелого, здравомыслящего, мусульманского человека, который вводит головку полового члена (или часть полового члена, равную длине головки полового члена) в естественные части лица, над которым он не имеет законного права, признанного докторами Закона [...] Совершение педерастии или содомии приравнивается к незаконному сожительству и подлежит законному наказанию или побиванию камнями».
Тем не менее, подобное описание нарушения остается очень теоретическим и очень трудно применимым в реальной жизни, поскольку, согласно маликитской юриспруденции, акт содомии должен быть доказан либо признанием обвиняемого в количестве четырех раз и в четыре разных момента в присутствии судьи, либо показаниями четырех мужчин, мусульман, совершеннолетних, свободных и честных, видевших в одно и то же время, с одного и того же места, одно и то же.
Для последователей ханафитского обряда ситуация гораздо более гибкая и терпимая. Судьи имеют право выбирать между тюрьмой и поркой в качестве наказания для обвиняемых в содомии. Это основано на высказывании Абу Ханифы, основателя этого обряда: «Если бы Аллах хотел, чтобы лути [тот, кто совершает содомию] был предан смерти, Он бы указал это...».

#### После 1913 года

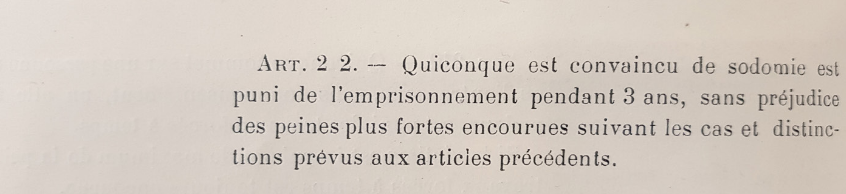
Статья 212 проекта Уголовного кодекса в редакции 1912 года.

Первая версия нынешней статьи 230 появилась в Уголовном кодексе 1913 года, который был вдохновлен французским Уголовным кодексом 1810 года, хотя последний и не криминализировал содомию.
Этот кодекс, наряду с другими кодексами, является результатом работы комиссии по кодификации тунисских законов, созданной генеральным резидентом Рене Милле в сентябре 1896 года.

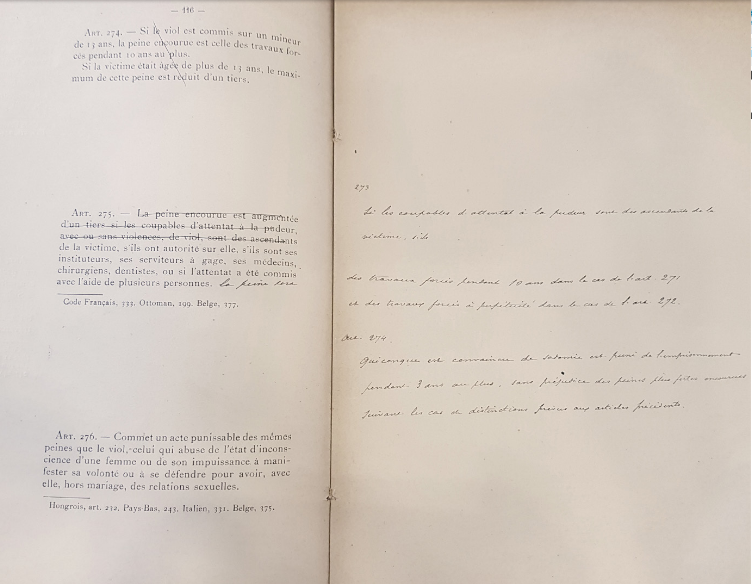
Рукописное примечание к статье 274, текст которой гласит: «Всякий, кто осужден за мужеложство, наказывается лишением свободы на три года без ущерба для более высоких наказаний, налагаемых в соответствии со случаями и различиями, предусмотренными в статьях».

Эта комиссия состояла из восьми членов, двое из которых были тунисцами (судья-ханафит и судья-маликит), и шести французов.
Согласно исследованиям в национальных архивах, первое упоминание о наказании за содомию появилось в виде рукописной заметки на полях раздела Attentats aux mœurs (рус. «Преступления против нравственности») предварительного проекта, который представлял собой будущую статью 274.
В отличие от нескольких других добавленных предложений, предложение, касающееся статьи 274, не сопровождается подписью или пояснением, которые могли бы помочь идентифицировать автора. 
В редакции проекта кодекса 1912 года эта статья была заменена на 212 в результате изменения местоположения всего раздела «Преступления против нравственности». В окончательном варианте 1913 года раздел стал указываться под номером 230 по той же причине, с небольшим изменением формулировки.

### Правление Зина аль-Абидина Бен Али
В 2008 году правительство Туниса было одним из соавторов заявления против резолюции и декларации Генеральной Ассамблеи ООН 2008 года, призывающей к декриминализации однополых сексуальных отношений во всем мире.
Во время правления Зин аль-Абидина Бен Али с 1987 по 2011 год государство подвергало цензуре информацию о геях и лесбиянках и их страницы знакомств.

### Период после Арабской весны
После Тунисской революции и выборов в Учредительное собрание Туниса в 2011 году бывший министр по правам человека и переходной юстиции Самир Дилу заявил по национальному телевидению, что «гомосексуальность - это не проблема прав человека, а заболевание, нуждающееся в медицинском лечении». Amnesty International осудила это заявление
В июне 2012 года правительство отклонило рекомендацию Совета по правам человека ООН о декриминализации однополых сексуальных отношений, заявив, что это западная концепция, противоречащая исламу, тунисской культуре и традициям. Критики утверждают, что антигейское законодательство было принято во французском Тунисе, хотя в самой Франции в то время не было подобных законов.

## Легальность однополых сексуальных отношений
Статья 230 Уголовного кодекса 1913 года (в значительной степени измененная в 1964 году) предусматривает тюремное заключение сроком до трех лет за частные акты содомии между взрослыми по обоюдному согласию.
Переодевание не является прямо незаконным, хотя трансгендерных людей, наряду с геями, часто обвиняют в нарушении статьи 226 национального Уголовного кодекса, которая запрещает «преступления против общественного приличия».
7 декабря 2016 года двое тунисских мужчин были арестованы по подозрению в гомосексуальной активности в Сусе, их «анально обследовали» и заставили подписать признание в совершении «содомии». 11 марта 2017 года, находясь под залогом, они были приговорены к восьмимесячному тюремному заключению.
Местная ЛГБТ-ассоциация Association Shams сообщила, что после революции в Тунисе в 2011 году все большее число геев попадает в тюрьму: 127 в 2018 году, в отличие от 79 в 2017 году и 56 в 2016 году. По состоянию на апрель 2019 года, в 2019 году было произведено по меньшей мере 22 ареста.
6 июля 2020 года Human Rights Watch сообщила, что тунисский суд приговорил двух мужчин за гомосексуальность. Полиция арестовала двух мужчин по подозрению в однополом сексе 3 июня и попыталась подвергнуть обвиняемых анальному исследованию, очевидно, для использования в качестве доказательства по делу.

### Принудительное анальное обследование
Правительство Туниса в прошлом использовало принудительное анальное обследования для определения того, совершали ли люди мужеложство. Эта практика подвергалась критике со стороны правозащитных групп и врачей. Если человек, обвиненный в гомосексуальности, отказывался от «анального обследования», власти рассматривали этот отказ как доказательство вины. В июне 2017 года 16-летний подросток был приговорен к четырем месяцам тюрьмы за гомосексуальность после отказа пройти «анальное обследование».
В сентябре 2017 года министр Мехди Бен Гарбия согласился прекратить принудительные анальные обследования как доказательство гомосексуальности. Бен Гарбия заявил агентству Франс-Пресс, что власти по-прежнему могут проводить анальные обследования мужчинам, подозреваемым в гомосексуальности, но «эти обследования больше не могут быть навязаны силой, физической или моральной, или без согласия соответствующего лица». Кроме того, он заявил, что Тунис «привержен защите сексуальных меньшинств от любой формы стигматизации, дискриминации и насилия», добавив, что «гражданское общество должно быть готово» к таким изменениям в мусульманской стране. Однако по состоянию на 2019 год отчеты местных правозащитных и ЛГБТ-ассоциаций подтверждают, что в течение 2018 и 2019 годов суды по-прежнему назначают анальные обследования, чтобы определить, является ли подозреваемый геем или нет. 

### Усилия по декриминализации
Ассоциация «Шамс» давно выступает за отмену статьи 230. Несколько гражданских организаций, таких как Тунисская ассоциация женщин-демократов, также добивались ее отмены.
В июне 2012 года министр по правам человека Самир Дилу отклонил рекомендацию Комитета ООН по правам человека о декриминализации Тунисом однополых сексуальных актов, заявив, что понятие «сексуальная ориентация характерно для Запада» и отменяется тунисским законодательством, которое «четко описывает Тунис как арабскую мусульманскую страну». В ответ на это Аманулла Де Сонди, доцент кафедры исламских исследований Университета Майами, сказал: «Похоже, что министр утверждает, что статья 230 направлена на поддержание ислама, однако это французский колониальный закон, который был навязан Тунису в 1913 году и не имеет ничего общего с исламом или тунисскими арабскими традициями».
В 2014 году в Facebook была запущена кампания за отмену уголовных законов, применяемых против ЛГБТ в Тунисе. Представитель этой кампании выразил заинтересованность в создании зарегистрированной группы в Тунисе для проведения кампании за эти правовые реформы. Несколько НПО в Тунисе, в том числе Тунисская ассоциация женщин-демократов, обратились к правительству с просьбой отменить уголовный закон против гомосексуальности.
В октябре 2015 года министр юстиции Мохаммед Салех бен Аисса призвал к отмене главы 230 Уголовного кодекса, но быстро получил упрек от президента Туниса Беджи Каида Эс-Себси, который сказал: «Этого не будет».
Международная неправительственная организация Human Rights Watch в марте 2016 года опубликовала доклад, в котором призвала правительство Туниса декриминализировать однополые связи по обоюдному согласию и отметила, что продолжающаяся дискриминация геев и мужчин, считающихся гомосексуалами, приводит к серьезным нарушениям прав человека, «включая избиения, принудительные анальные обследования и частое унизительное обращение». Большая часть доклада была проинформирована об обращении с «Кайруанской шестеркой», шестью студентами в Кайруане, которые были задержаны и наказаны по статье 230.
15 июня 2018 года Комитет по индивидуальным свободам и равенству, президентский комитет, состоящий из законодателей, профессоров и правозащитников, рекомендовал президенту Беджи Каиду Эс-Себси декриминализировать гомосексуальность в Тунисе. Депутат Бохра Белхадж Хмида сказала NBC News, что рекомендация комитета в отношении гомосексуальности «заключается в полной отмене статьи 230». Комитет предложил второй вариант — смягчение наказания до штрафа в 500 динаров (около 200 долларов) и отсутствие риска тюремного заключения. Комитет написал в своем отчете: «Государство и общество не имеют никакого отношения к сексуальной жизни среди взрослых людей... сексуальная ориентация и выбор отдельных людей являются неотъемлемой частью частной жизни».
Предложение комиссии встретило сильную оппозицию со стороны социальных консерваторов, которые утверждают, что оно «искоренит тунисскую идентичность» и сравнили его с «интеллектуальным терроризмом».

## Признание однополых отношений
Семейный кодекс Туниса определяет брак как союз между мужчиной и женщиной в Тунисе; однополые браки или гражданские союзы юридически не признаются.
В 2020 году тунисские власти одобрили воссоединение семьи однополой пары, поженившейся за границей, о чем первоначально сообщалось как о косвенном признании брака, но правительство повторило, что оно не признает однополые браки, и одобрение могло быть административным недосмотром.

## Гендерная идентичность и самовыражение
В Тунисе нет юридического признания трансгендерных или гендерно неконформных людей. 
22 декабря 1993 года Апелляционный суд Туниса отклонил просьбу трансгендерной женщины об изменении ее паспортного пола с мужского на женский. В решении суда было заявлено, что изменение ее пола является «добровольной и искусственной операцией», которая не оправдывает изменение юридического статуса. 

## Гражданское общество и культура ЛГБТ
В 2015 году была создана Ассоциация Шамс (араб. جمعية شمس‎) как первая в Тунисе организация по защите прав ЛГБТ. 18 мая 2015 года Шамс получила официальное признание правительства в качестве организации. 10 декабря 2015 года, в Международный день прав человека, группа Шамс присоединилась к местным группам активистов, чтобы выразить протест против продолжающейся дискриминации ЛГБТ-сообщества Туниса.
Страница в Facebook, выступающая за права ЛГБТ в Тунисе, также имеет несколько тысяч «лайков».
В Тунисе существует как минимум семь организованных групп по защите прав ЛГБТ: Ассоциация Шамс, Mawjoudin (араб. موجودين‎), Damj, Chouf, Kelmty, Alwani (арабский: الواني) и Queer of the Bled.
В мае 2016 года несколько ЛГБТ-ассоциаций организовали небольшой прием в честь гей-прайда в Тунисе. Ассоциации также организовали мероприятия и публичные демонстрации в честь Международного дня борьбы с гомофобией в мае.
В декабре 2017 года начала вещание онлайн-радиостанция, ориентированная на ЛГБТ-сообщество, которая считается первой в своем роде в арабоязычном мире.

### СМИ
В марте 2011 года в Тунисе был запущен первый онлайн-журнал для ЛГБТ-сообщества страны - Gayday Magazine. В журнале публикуются истории и интервью, связанные с сообществом страны, обложки издания состояли из английских и французских заголовков. В 2012 году Gayday был взломан: хакеры-гомофобы завладели электронной почтой издания, аккаунтами в Twitter и Facebook. Эти атаки произошли в разгар международной кампании, частью которой является журнал Gayday, чтобы привлечь внимание общественности к массовым убийствам эмо и геев в Ираке.
Фади Крудж — главный редактор и создатель журнала Gayday. Комментируя Международный день борьбы с гомофобией, трансфобией и бифобией в 2012 году, Фади сказал: «Тунисское ЛГБТ-сообщество в Тунисе начало мобилизовываться и незаметно формировать свою базу поддержки. Реакция на пока еще преимущественно онлайн-активность была встречена радикальными, гомофобными заявлениями нынешнего министра по правам человека Самира Дилу. Он назвал гомосексуальность психическим заболеванием, которое требует лечения и изоляции, а социальные ценности и традиции охарактеризовал как красные линии, которые нельзя переступать».

### Кинокультура
В ряде тунисских фильмов затрагивается тема однополого влечения: «Человек из пепла» (1986), «Бедвин Хакер» (2003), Fleur d'oubli (2005), The String (2010) и Histoires tunisiennes (2011).
В январе 2018 года успешно прошел фестиваль Mawjoudin Queer Film Festival. Он был организован ассоциацией Mawjoudin и стал первым в истории кинофестивалем, посвященным ЛГБТ-сообществу в Тунисе и всей Северной Африке. Второй фестиваль состоялся 22—25 марта 2019 года в центре Туниса.

### Мужская проституция
Мужская проституция встречается на туристических курортах Туниса. В 2013 году Ронни Де Смет, бельгийский турист, был приговорен к трем годам тюремного заключения за попытку гомосексуального совращения в ходе, как он считает, подставной операции местной полиции с целью вымогательства денег. Де Смет был освобожден через три месяца.

## Политика
В преддверии президентских выборов 2019 года адвокат и ЛГБТ-активист Мунир Баатур объявил о выдвижении своей кандидатуры на пост президента, став первым геем, баллотирующимся в президенты в Тунисе и арабском мире.

## Общественное мнение
Общественное мнение относительно прав ЛГБТ является сложным. Согласно опросу 2014 года, проведенному ILGA, 18 % жителей Туниса выступали за легализацию однополых браков, 61 % — против.
Во время телевизионного интервью в феврале 2012 года министр по правам человека Самир Дилу заявил, что «свобода слова имеет свои границы», гомосексуальность является «извращением», а геи нуждаются в «медицинском лечении». Его комментарии были осуждены некоторыми представителями тунисского общества, которые разместили про-ЛГБТ-фотографии в социальных сетях.
Опрос общественного мнения, проведенный компанией Elka Consulting в 2016 году, показал, что 64,5 % тунисцев считают, что «гомосексуалисты должны быть наказаны», а 10,9 % сказали, что «гомосексуалисты не должны быть наказаны». 